# Rainbach im Mühlkreis
Rainbach im Mühlkreis ist eine Marktgemeinde in Oberösterreich im Bezirk Freistadt im Mühlviertel mit 3073 Einwohnern (Stand 1. Jänner 2024).

## Geografie

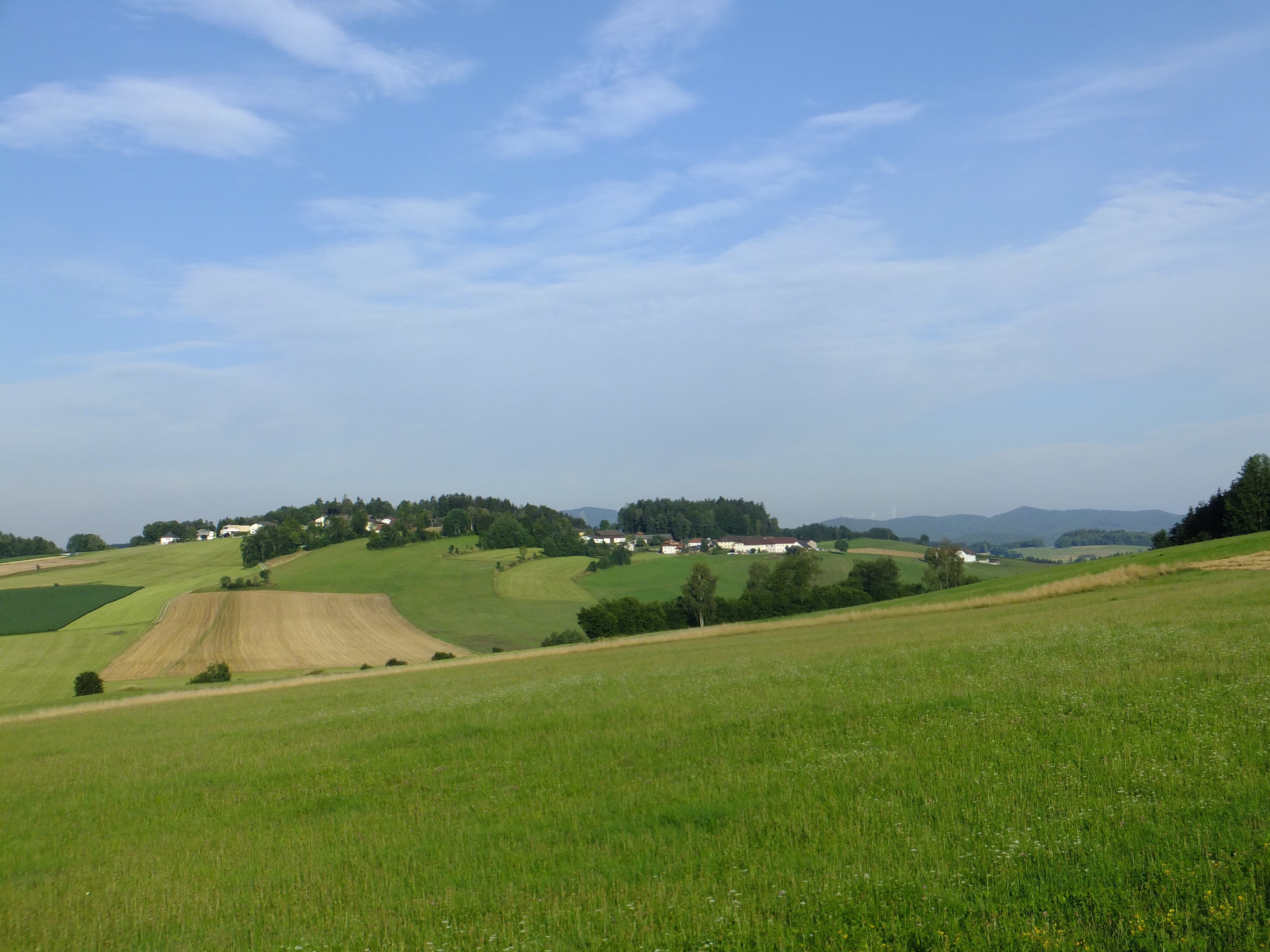
Landschaft westlich von Rainbach.

Der Ort Rainbach im Mühlkreis liegt auf 712 Meter Höhe im Mühlviertel. Die höchsten Erhebungen sind der Dreißiger Berg (739 m) im Süden und der Dorfberg (792 m) im Norden. Die Ausdehnung beträgt von Nord nach Süd 9,5 und von West nach Ost 9,8 Kilometer. Die Gesamtfläche umfasst 49,10 km². Davon sind 29 Prozent bewaldet und 65 Prozent werden landwirtschaftlich genutzt.

### Gemeindegliederung
Das Gemeindegebiet umfasst folgende 13 Ortschaften (in Klammern Einwohnerzahl Stand 1. Jänner 2024):
- Apfoltern (112)
- Dreißgen (38)
- Eibenstein (146) samt Enger
- Hörschlag (106)
- Kerschbaum (330)
- Labach (102)
- Rainbach im Mühlkreis (1040) samt Kranklau
- Sonnberg (154)
- Stadln (27)
- Stiftung (10)
- Summerau (753) samt Scheiben
- Vierzehn (97)
- Zulissen (158) samt Kollern und Süßengraben

Die Gemeinde besteht aus den Katastralgemeinden Kerschbaum, Rainbach und Summerau.
Die Gemeinde liegt im Gerichtsbezirk Freistadt.

### Nachbargemeinden
| Horní Dvořiště (CZ) Vyšší Brod (CZ) | Leopoldschlag                               |           |
| Reichenthal                         | Kompassrose, die auf Nachbargemeinden zeigt | Grünbach  |
| Waldburg                            |                                             | Freistadt |

## Geschichte
Um 1100 beginnt die Rodung des Waldes im Gebiet der Gemeinde. 1142 übergab der römisch-deutsche König Konrad III. das heutige Gemeindegebiet an das Kloster Garsten, bevor es an die Babenberger kam. Im Jahr 1262 wurden erstmals die Ortschaften Ybenstain (Eibenstein) und Summerowe (Summerau) urkundlich erwähnt, um das Jahr 1270 Apphalter (Apfoltern), Laupach (Labach), Rainpach (Rainbach), Sunneberch (Sonnberg), Tresich (Dreißgen), Vierzehen (Vierzehn) und Zulusse (Zulissen), im 14. Jahrhundert dann auch Herslag (Hörschlag) und Dorff ze Cherspaum (Kerschbaum). Durch den Hauptort und über den Kerschbaumer Sattel führte der Linzer Steig, ein jahrhundertealter Handelsweg vom Donauraum nach Norden.
Um 1330 wurde die erste Kirche aus Stein errichtet und hat wahrscheinlich die alte Holzkirche abgelöst. Die Hussiten brannten 1422 den Ort nieder. Seit 1490 wird die Gemeinde dem Fürstentum Österreich ob der Enns zugerechnet. 1583 wurde die Gemeinde von der Pest heimgesucht. In der ersten Hälfte des 17. Jahrhunderts gab es schwere Hungersnöte und Seuchen – Schreckenszeit wurde dieser geschichtliche Abschnitt genannt. Im Oberösterreichischen Bauernkrieg 1626 gab es zwischen dem 6. und 8. August 1626 die Schlacht bei den Schanzen (bei Kerschbaum), die mit der Niederlage der Bauern endete.
1774 bis 1776 waren schwere Kriegsjahre. Zuerst zogen die kaiserlichen und russischen Truppen durch Rainbach gegen Frankreich, bevor die Franzosen im November 1776 kamen. 1832 wurde mit der Pferdeeisenbahn Linz–Budweis der Scheitelbahnhof Kerschbaum (Errichtung 1837/38) eröffnet. Am 26. Juli 1853 brannte fast das gesamte Ortszentrum ab. Im Jahr 1869 bekam Rainbach ein Postamt und 1872 mit dem Bau der Summerauer Bahn erhielt der Ortsteil Summerau einen Bahnanschluss. Seit dem 20. Dezember 1873 ist Summerau mit der Landeshauptstadt Linz eisenbahnmäßig verbunden.
Im Jahr 1874 wurden die Gemeinden Summerau und Kerschbaum in Rainbach integriert.
Zwischen 1894 und 1927 wurden die Freiwilligen Feuerwehren der jeweiligen Ortsteile gegründet. 1900 fuhr das erste Auto durch den Ort. Nach dem Ersten Weltkrieg folgte die Errichtung des Gendarmeriepostens (1918) und der Bau der Volksschule in Zulissen (1919). Ab 1920 wurde die Stromversorgung errichtet, in der Bruckmühle gab es ein kleines, privates E-Werk.
Nach dem Anschluss Österreichs an das Deutsche Reich am 13. März 1938 gehörte der Ort zum Gau Oberdonau. Während des Zweiten Weltkriegs wurde die Reichsstraße (heute: B 310) asphaltiert.
Befreit wurde Rainbach durch US-Soldaten. Die Bahnlinie bildete für kurze Zeit die Grenze zwischen amerikanischem und sowjetischem Gebiet. Im Herbst 1945 kam Rainbach in die sowjetischen Besatzungszone, die bis 1955 bestand. 1951 folgte die Eröffnung der neuen Volksschule und ab 1956 der Kanalbau im Ort Rainbach. Ab 1964 wurde die Wasserversorgung errichtet und 1969 folgte die Restaurierung und Erweiterung der Pfarrkirche. 1973 bezog die Hauptschule ein neues Gebäude und 1975 wurde die Volksschule Zulissen geschlossen. Im Jahr 1977 begann das Informationszeitalter mit der Anschaffung des ersten Computers für die Gemeinde. 1981 wurde Rainbach das schönste Dorf Oberösterreichs und 1985 erfolgte die Erhebung zur Marktgemeinde.
Die Freizeitanlage bei der Feldaist samt Badeteich wurde 1988 eröffnet und seit 1995 besteht das Seniorenwohnheim St. Elisabeth. 1996 wurden die beiden Museen Wäschepflegemuseum und Pferdeeisenbahnmuseum Kerschbaum eröffnet, wobei das Wäschepflegemuseum 2008 wieder geschlossen wurde. Um die Jahrtausendwende folgte die Erneuerung und teilweise Neuverlegung der Wasserleitungen und der Kanalisation im Gemeindegebiet. 2005 wurde der Gendarmerieposten in Rainbach aufgelöst.

### Bevölkerungsentwicklung
Im Jahr 1869 wohnten im Gemeindegebiet 2.335 Menschen. Bis 2020 stieg die Bevölkerung auf 2.987 Menschen, der bisher höchste Stand in der Geschichte. Von 2001 bis 2011 ging die Bevölkerungszahl zurück, da sowohl die Geburtenbilanz als auch die Wanderungsbilanz leicht negativ waren.
Bei der Volkszählung 2001 betrug der Anteil der Einwohner, die 60 Jahre und älter waren, 17,4 %; 20,5 % waren unter 15 Jahre alt. Der Anteil der weiblichen Bevölkerung lag bei 49,7 %.
Von den 2332 Bewohnern Rainbachs, die 2001 über 15 Jahre alt waren, hatten 3,6 % eine Universität, Fachhochschule oder Akademie abgeschlossen. Weitere 7,3 % hatten eine Matura absolviert, 46,2 % hatten einen Lehrabschluss oder eine berufsbildende mittlere Schule besucht und 41,8 % aller Rainbacher hatten die Pflichtschule als höchsten Abschluss.

### Herkunft und Sprache
Der deutsche Dialekt, der im Raum Rainbach sowie in Oberösterreich allgemein gesprochen wird, ist das Mittelbairische. 95,7 % der Rainbacher gaben 2001 Deutsch als Umgangssprache an. Weitere 3,4 % sprachen hauptsächlich türkisch, 0,5 % tschechisch, der Rest sprach andere Sprachen.
Der Anteil der Rainbacher mit ausländischer Staatsbürgerschaft lag 2001 mit 5,1 % unter dem Durchschnitt Oberösterreichs. Dabei hatten 2,9 % der Rainbacher Bevölkerung eine Staatsbürgerschaft der Türkei, 0,1 % eine aus Deutschland und 0,7 % entfielen auf sonstige Staatsbürger. Insgesamt waren 2001 etwa 4,9 % der Rainbacher in einem anderen Land als in Österreich geboren.

## Kultur und Sehenswürdigkeiten

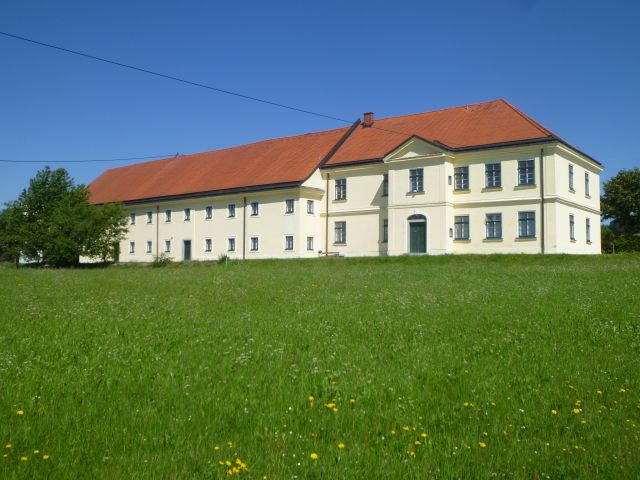
Ehemaliger Bahnhof der Pferdeeisenbahn in Kerschbaum

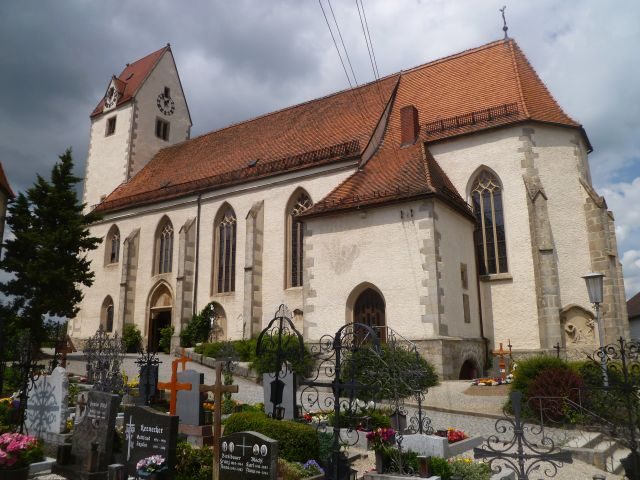
Pfarrkirche Rainbach im Mühlkreis

- Katholische Pfarrkirche Rainbach im Mühlkreis Mariä Himmelfahrt: Das vierjochige, zweischiffige Langhaus ist das älteste Kreuzrippengewölbe ohne Schlussstein im Mühlviertel. Ende des 15. Jahrhunderts wurde im Zuge eines Umbaus der Kirchturm mit seinem Keildach errichtet. Die Kirche beherbergt Kirchenfenster der Künstlerin Margret Bilger aus dem Jahre 1963.
- Pferdeeisenbahn Budweis–Linz–Gmunden bei Kerschbaum: 500 Meter Originalstrecke und ein originaler Personenwagen wurden nachgebaut.
- Pferdeeisenbahnmuseum Kerschbaum: Museum zur nachgebauten Pferdeeisenbahn[8]
- Der Pferdeeisenbahn-Wanderweg und der Wanderweg Gewerbe am Fluss führen durch das Gemeindegebiet.

### Natur
- Der Heidenstein bei Eibenstein, ist ein Schalenstein, der als Geotop unter Naturschutz steht.[9]

### Musik
- Die Volksmusikformation Summerauer Buam stammte aus Rainbach im Mühlkreis.

## Wirtschaft und Infrastruktur
Die West-Austria-Gasleitung (WAG) durchquert das Gemeindegebiet. Im Ortsteil Abfoltern steht ein Pumpwerk der Gasleitung.
Am INKOBA-Betriebsbaugebiet Freistadt-Rainbach entstanden bei der Greiner Bio-One GmbH (diagnostische und pharmazeutische Industrie) seit März 2009 rund 100 neue Arbeitsplätze im Bereich Produktion, Lager und Qualitätsmanagement, weitere 200 sind bis Ende 2011 geplant, womit der größte gewerbliche Betrieb des Bezirks entsteht.

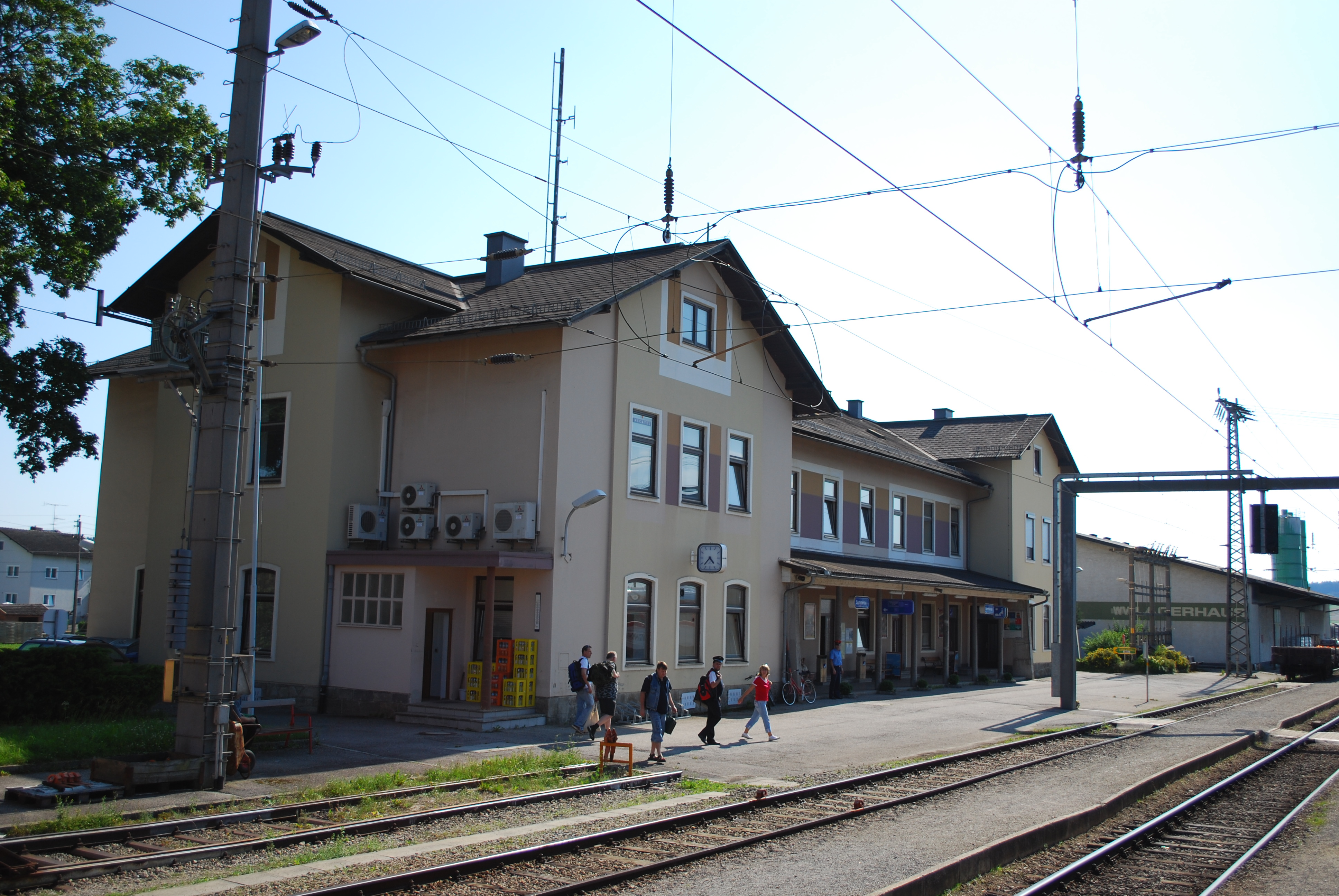
Bahnhof Summerau

### Verkehr
- Eisenbahn: Vom Bahnhof Summerau gibt es Direktverbindungen nach Prag und nach Linz.[11]
- Straße: Die Mühlviertler Straße (B 310) führt durch den Ort.

### Bildung
Im Ort stehen ein Kindergarten, eine Volksschule und eine Neue Mittelschule zur Verfügung.
Von 2012 bis 2018 wurde der Komplex Volksschule, Neue Mittelschule, Turnsaal und Mehrzweckhalle erweitert, saniert und zu einem „Nullenergiehaus“ umgebaut. Dabei konnte die Energiekennzahl von über 100 kWh/m² auf rund 10 kWh/m² reduziert werden. Das Projekt wurde mit folgenden Preisen ausgezeichnet:
- Energiestar 2014
- Ökostar 2015
- klimaaktiv Gold Zertifikat – Objekt des Monats 4/2015
- Nominierung Energy Globe 2016[12][13]

### Sicherheit
Im Gemeindegebiet existieren sieben Freiwillige Feuerwehren, in: Rainbach i. M., Zulissen, Eibenstein, Hörschlag, Kerschbaum, Sonnberg und Summerau.

## Politik

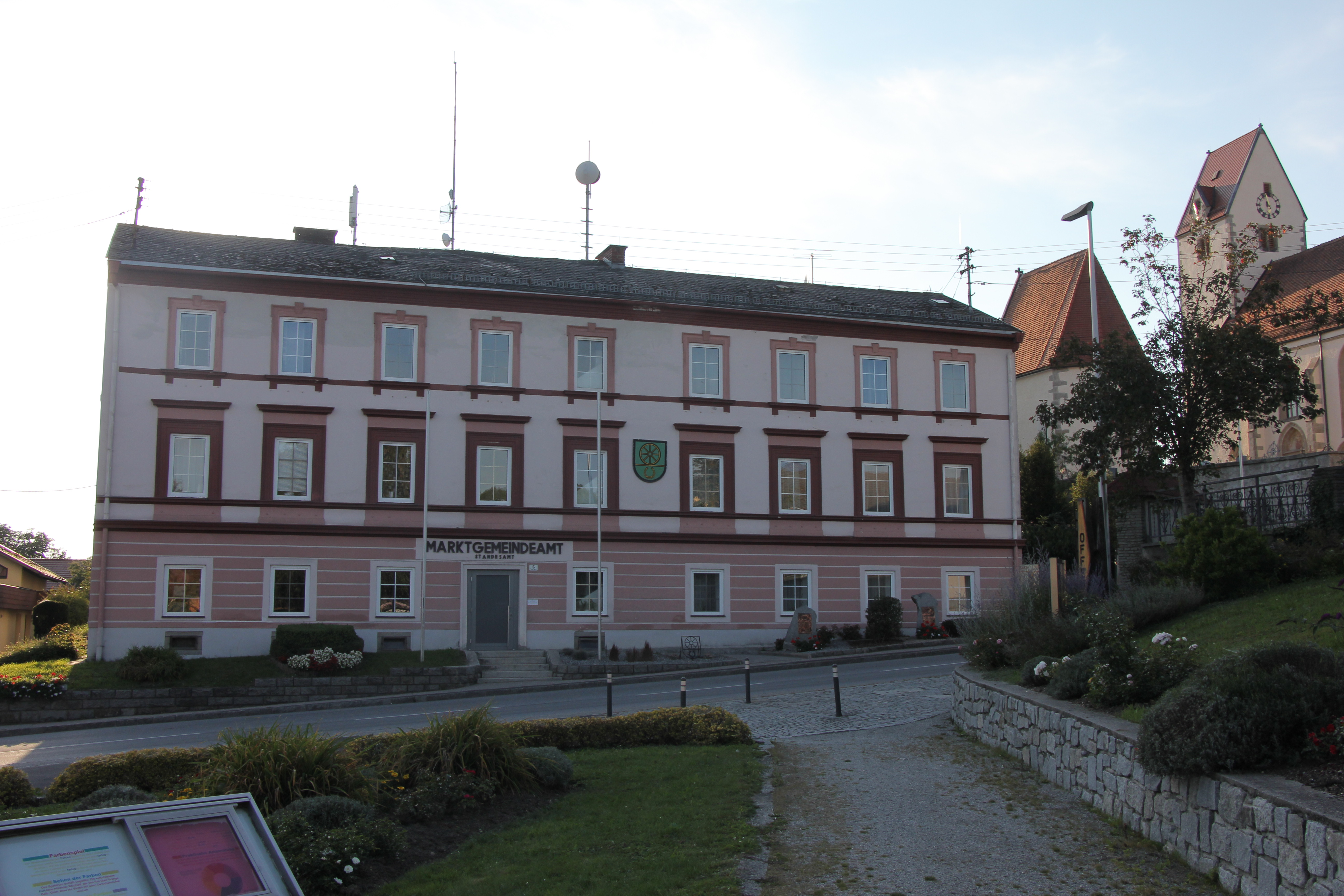
Gemeindeamt

### Gemeinderat
Der Gemeinderat hat 25 Mitglieder.
- Mit den Gemeinderats- und Bürgermeisterwahlen in Oberösterreich 2003 hatte der Gemeinderat folgende Verteilung: 15 ÖVP, 9 SPÖ, und 1 FPÖ.[14]
- Mit den Gemeinderats- und Bürgermeisterwahlen in Oberösterreich 2009 hatte der Gemeinderat folgende Verteilung: 17 ÖVP, 6 SPÖ, und 2 FPÖ.[15]
- Mit den Gemeinderats- und Bürgermeisterwahlen in Oberösterreich 2015 hatte der Gemeinderat folgende Verteilung: 14 ÖVP, 4 SPÖ, 4 Bürgerbewegung für Rainbach (BBfR) und 3 FPÖ.[16]
- Mit den Gemeinderats- und Bürgermeisterwahlen in Oberösterreich 2021 hat der Gemeinderat folgende Verteilung: 13 ÖVP, 5 SPÖ, 4 Bürgerbewegung für Rainbach (BBfR) und 3 FPÖ.[17]

### Bürgermeister
Bürgermeister seit 1850 waren:
- 1850–1864 Anton Scherb
- 1864–1867 Franz Elz
- 1867–1883 Mathias Ferster
- 1883–1889 Josef Greul
- 1889–1895 Franz Pilgersdorfer
- 1895–1910 Josef Resch
- 1910–1919 Josef Greul
- 1919–1929 Alois Traxler
- 1929–1938 Simon Fleischanderl
- 1938–1945 Anton Umdasch
- 1945–1955 Simon Fleischanderl
- 1955–1961 Josef Reindl
- 1961–1979 Josef Waldhauser
- 1979–1991 Franz Stockinger
- 1991–2003 Franz Schimpl
- 2003–2020 Friedrich Stockinger
- seit 2020 Günter Lorenz (ÖVP).[19]

### Wappen
Das Gemeindewappen ist in Grün und zeigt eine goldene, erniedrigte Leiste mit einem goldenen, achtspeichigen Rad. Dies steht für die Bedeutung der von 1832 bis 1872 betriebenen Pferde-Eisenbahn für die Gemeinde. Die Station im Ortsteil Kerschbaum war der Stationsplatz am Scheitelpunkt der Strecke. Die untere Hälfte zeigt ein goldenes, gestürztes Hufeisen. Die Embleme Rad und Hufeisen können aber auch für den landwirtschaftlichen Charakter der Gemeinde gelten. Die Gemeindefarben sind Grün-Gelb.
Die Verleihung des Gemeindewappens und der Gemeindefarben erfolgte am 4. März 1968.

## Persönlichkeiten

### Söhne und Töchter der Gemeinde
- Joseph Riepel (1709–1782), Musiktheoretiker, Geiger und Komponist
- Beda Piringer (1810–1876), Lehrer und Politiker
- Hans Stumbauer (1911–2003), Kunsterzieher, Maler und Graphiker
- Robert Elmecker (1942–1997), Politiker (SPÖ) und Hauptschuldirektor

### Mit der Gemeinde verbundene Persönlichkeiten
- Julian Gillesberger (* 1972), Musiker und Bratschist